# Primera División 1943/44 (Mexico)
In 1943/44 werd het eerste seizoen gespeeld van de Primera División, de hoogste voetbalklasse van Mexico. Dit was het eerste profseizoen, hiervoor werd er een amateurcompetitie gespeeld, waarvan de Primera Fuerza de belangrijkste was. Asturias werd kampioen.

## Eindstand
| Plaats | Club        | Wed. | W  | G | V  | Saldo | Ptn. |
| ------ | ----------- | ---- | -- | - | -- | ----- | ---- |
| 1      | España      | 18   | 13 | 1 | 4  | 70:35 | 27   |
| 2      | Asturias FC | 18   | 12 | 3 | 3  | 57:32 | 27   |
| 3      | Moctezuma   | 18   | 9  | 3 | 6  | 43:34 | 21   |
| 4      | Atlante     | 18   | 6  | 6 | 6  | 28:31 | 18   |
| 5      | Atlas       | 18   | 7  | 4 | 7  | 42:50 | 18   |
| 6      | Guadalajara | 18   | 8  | 0 | 10 | 50:51 | 16   |
| 7      | Veracruz    | 18   | 6  | 2 | 10 | 48:57 | 14   |
| 8      | América     | 18   | 6  | 1 | 11 | 42:58 | 13   |
| 9      | A.D.O.      | 18   | 5  | 2 | 11 | 37:54 | 12   |
| 10     | Marte       | 18   | 4  | 4 | 10 | 32:47 | 12   |

|  | Finale |

### Finale
|                      |             |       |                  |  |
| 16 april 1944 Finale | Asturias FC | 4 – 1 | Real Club España |  |
| 16 april 1944 Finale |             |       |                  |  |

### Kampioen
| Primera División de 1943/44  |
| Mexico                       |
| ---------------------------- |
| ASTURIAS Kampioen (1° titel) |

## Topschutters
| Speler                                       | Speler         | Goals | Club              |
| -------------------------------------------- | -------------- | ----- | ----------------- |
| Vlag van Spanje (2 feb. 1938 - 10 okt. 1945) | Isidro Lángara | 27    | España            |
| Vlag van Mexico                              | Agustín Medina | 20    | Atlas Guadalajara |
| Vlag van Mexico                              | Agustín Medina | 17    | Guadalajara       |